# Giorgia Bocola
Giorgia Bocola (Civitanova Marche, 3 agosto 2000) è una cestista italiana, che ha giocato nel ruolo di ala piccola o ala grande nella Pallacanestro Vigarano.

## Carriera

### Club
Trascorre la prima parte delle  giovanili con la Virtus P.S.Giorgio viene trasferita alla  Fe.Ba Civitanova Marche, formazione con la quale all'età di 15 anni compie l'esordio in Serie A2 nella stagione 2015-16.
Termina la prima stagione nel secondo livello del campionato italiano con all'attivo 24 partite disputate e poco più di un punto di media.
La stagione 2016-17 trova più spazio nelle rotazioni ed aumenta la sua media punti fino a portarla a 3,1, ma è nella stagione 2017-18 che compie il vero e proprio salto di qualità con delle prestazioni ottime.
Tali prestazioni gli valgono anche l'ingresso in azzurro.
Nella stagione 2018-19 migliora ulteriormente ed incrementa in positivo le proprie statistiche personali, contribuendo alla terza qualificazione consecutiva di Civitanova ai playoff.
L'anno successivo viaggia a 10 punti di media a partita ma la stagione viene interrotta anticipatamente causa della pandemia di Covid-19. Il 13 dicembre 2020 gioca un'ottima partita in campo labronico, guidando la FeBa ad una vittoria contro la Jolly Livorno, facendo registrare una doppia doppia da 15 punti ed 11 rimbalzi.

### Nazionale
Nel 2018 prende parte, con l'Italia under 18, ai Campionati europei femminili di pallacanestro Under-18 del 2018.
In tale manifestazione disputa in totale 7 incontri, dopo aver disputato anche in precedenza due incontri amichevoli.

## Statistiche
La voce "partite da titolare" è assente perché assente anche nel sito della Lega Basket Femminile
| Stagione        | Squadra         | Competizione | Partite | Partite | Partite | Statistiche tiro | Statistiche tiro | Statistiche tiro | Altre statistiche | Altre statistiche | Altre statistiche | Altre statistiche | Altre statistiche |
| Stagione        | Squadra         | Competizione | Pres.   | Titol.  | Minuti  | Tiri da 2        | Tiri da 3        | Liberi           | Rimb.             | Assist            | Rubate            | Stopp.            | Punti             |
| --------------- | --------------- | ------------ | ------- | ------- | ------- | ---------------- | ---------------- | ---------------- | ----------------- | ----------------- | ----------------- | ----------------- | ----------------- |
| 2015-2016       | FEBA Civitanova | Serie A2     | 24      |         | 167     | 8/25             | 1/3              | 7/12             | 42                | 2                 | 4                 | 0                 | 26                |
| 2016-2017       | FEBA Civitanova | Serie A2     | 27      |         | 377     | 32/61            | 0/0              | 21/33            | 83                | 6                 | 17                | 3                 | 85                |
| 2017-2018       | FEBA Civitanova | Serie A2     | 30      |         | 762     | 98/199           | 2/23             | 25/47            | 167               | 29                | 21                | 3                 | 227               |
| 2018-2019       | FEBA Civitanova | Serie A2     | 31      |         | 886     | 98/217           | 7/25             | 60/81            | 186               | 16                | 28                | 9                 | 273               |
| 2019-2020       | FEBA Civitanova | Serie A2     | 20      |         | 614     | 74/190           | 3/16             | 42/65            | 169               | 23                | 35                | 12                | 199               |
| 2020-2021       | FEBA Civitanova | Serie A2     | 28      |         | 322     | 104/219          | 2/17             | 56/79            | 191               | 33                | 24                | 3                 | 270               |
| 2021-2022       | FEBA Civitanova | Serie A2     | 25      |         | 852     | 132/287          | 3/15             | 65/86            | 221               | 47                | 22                | 1                 | 338               |
| Totale carriera |                 |              |         |         |         |                  |                  |                  |                   |                   |                   |                   |                   |